# Inovce
Inovce jsou obec na Slovensku v okrese Sobrance.

## Polohopis
Inovce leží v severní části Popriečného, v erozní kotlině Inovského potoka - přítoku Stežné, při státní hranici s Ukrajinou. Nižší polohy svahů v kotlině jsou odlesněné, jihovýchodní část tvoří svahy Holice (984 m n. m.).

## Zajímavosti
V obci se nachází dřevěný chrám sv. Michala Archanděla z roku 1836, který je prohlášen za národní kulturní památku. Je to srubová stavba tříprostorového typu s presbytářem, lodí se čtvercovým půdorysem a otevřeným prostorem pod věží - babincem. Prostory mají rovné stropy, věž dosedá na konstrukci babince, je situována do přečnívající střechy a podchycena dřevěnými krakorci. Hlavní oltář s představěným ikonostasem má novobarokní ornamenty a pochází z dob stavby cerkve. Ikonostas a oltář jsou dřevěnou polychromovanou architekturou s carskými dveřmi z poloviny 19. století. Ikona Kristus Učitel pochází z let 1760-80. Ikona Pieta je z roku 1842, olejomalba na dřevě, autor Sing. Michal Markovič.

### Významné osobnosti
Významným rodákem je Móric Ballagi [-laď] Mór (18. březen 1815 – 1. září 1891), maďarský jazykovědec; akademik maďarské AV (1858). Zabýval se lexikografií a maďarskou gramatikou, sbíral maďarská přísloví, studoval hebrejštinu. Dílo: Úplný slovník jazyka maďarského.